# Lophiosilurus alexandri
Lophiosilurus alexandri là một loài cá da trơn của họ Pseudopimelodidae và bộ Siluriformes, và là loài duy nhất của chi đơn loài Lophiosilurus.

## Phân bố và môi trường sống
Loài cá này bắt nguồn từ sông São Francisco ở Brasil. Ở đây, nó thường được biết đến với tên gọi thông thường pacamã. Nó thích môi trường sống ao tù. Loài này đã được giới thiệu vào lưu vực sông Doce, nhưng ảnh hưởng của nó trên các loài bản địa chưa được nghiên cứu.

## Mô tả và sinh thái
Cá này đạt đến chiều dài 72 cm (28 in) và có trọng lượng được công bố tối đa 5.000 gram (11 lb). Nó có một cái miệng rất lớn, kiếm nó tên cá trê Pac-Man.
L. alexandri là một loài ít vận động.
L. alexandri đại diện cho một ví dụ về sự phát triển song song, chia sẻ một hình thái tương tự và lối sống đến loài quan hệ xa, cá trê Chaca.

## Mối quan hệ với con người
L. alexandri có tiềm năng kinh tế cho nuôi trồng thủy sản.
L. alexandri là hiếm khi được nuôi trong hồ cá. Những con cá này đòi hỏi phải có bề mặt cát và không nên được ở với cá khác vì nó có thể ăn (một con cá ít hơn một nửa kích thước của nó).